# Finn Cole
Finlay Lewis J. Cole (Londres, 9 de novembre de 1995) és un actor anglès. És conegut pel seu paper a la sèrie de la BBC Peaky Blinders com a Michael Gray i Joshua "J" Cody a la sèrie de TNT Animal Kingdom.

## Filmografia
| Any       | Títol                  | Rol                  | Notes                   |
| --------- | ---------------------- | -------------------- | ----------------------- |
| 2012      | Offender               | Riot Boy             |                         |
| 2014–2022 | Peaky Blinders         | Michael Gray         | Repartiment principal   |
| 2015      | An Inspector Calls     | Eric Birling         | Pel·lícula de televisió |
| 2015      | Lewis                  | Ollie Tedman         | 2 episodis              |
| 2016–2022 | Animal Kingdom         | Joshua "J" Cody      | Repartiment principal   |
| 2018      | Slaughterhouse Rulez   | Don Wallace          |                         |
| 2019      | Dreamland              | Eugene Evans         |                         |
| 2020      | Here Are the Young Men | Joseph Kearney       |                         |
| 2021      | F9                     | Jakob Toretto (jove) |                         |